# Ројал еркрафт фактори F.E.8
Ројал еркрафт фактори F.E.8 (енгл. RAF F.E.8) је британски ловачки авион. Авион је први пут полетео 1916. године. 

Највећа брзина авиона при хоризонталном лету је износила 151 km/h.
Распон крила авиона је био 9,60 метара, а дужина трупа 7,21 метара. Празан авион је имао масу од 406 килограма. Нормална полетна маса износила је око 611 килограма.

## Наоружање
| Наоружање авиона: Ројал еркрафт фактори |     |
| Ватрено (стрељачко) наоружање           |     |
| Топ                                     |     |
| Митраљез                                |     |
| Број и ознака митраљеза                 | 1   |
| Калибар                                 | 7,7 |
| Бомбардерско наоружање (бомбе)          |     |
| Ракетно наоружање (ракете)              |     |